# 키로프급 미사일 순양함
키로프급 미사일 순양함은 소련과 러시아의 원자력 순양함으로 미국의 원자력 순양함인 롱비치급과 베인브리지급에 영향을 받아서 건조되었다. 공식적으로는 미사일 순양함으로 분류되지만 거대한 크기 때문에 한때 제인연감에서는 순양전함으로 분류한 적도 있다.

## 개요
키로프급 순양함은 세간에 알려진 것과는 달리 미국 항모 전단을 홀로 상대하기 위해서 만들어진 것이 아니라 쿠즈네초프 항공모함의 호위함으로 계획되었으며, 대잠순양함 버전, 대함 버전, 대공 버전을 따로 기획했었다. 하지만 쿠즈네초프급이 원래 의도와는 다르게 디젤 엔진을 사용하기로 결정되면서 운용거리가 짧아져 그만큼의 호위세력이 필요없어지게 되었고, 예산 문제로 키로프 프로젝트만 살아남고 나머지 취소된 함정의 무장들을 전부 키로프급에 장착하였다. 본래는 5척을 건조할 예정이었으나 소련 붕괴 후 4척만 건조된 상태에서 계획이 최소되었고, 4번함 표트르 벨리키(과거명 유리 안드로포프)만을 현역으로 운용하고 3척은 예비용으로 보관하다가 2011년부터 나머지 3척을 개수한 뒤 재취역시킬 예정이며, 2050년까지 운용할 계획이라고 한다.

## 선체
소련에서 최초로 RCS 감소를 위한 대책이 적극적으로 취해져 설계에 반영된 함정이다. 스텔스성을 위해 우선 선체 상부구조물은 일반적인 수직구조물이 아니라 안쪽으로 경사진 구조물을 채택했다. 다음으로 각종 미사일 관련 시스템이 갑판 하부 수납형으로 변경되었다. 우선 대형 SS-N-19 미사일 발사대가 갑판 하부의 경사발사시스템으로 옮겨졌고, 마찬가지로 S-300F 미사일 발사대도 수직발사시스템으로 만들어져 갑판 하부로 옮겨졌다. 심지어 OSA-MA 미사일의 발사대조차도 평상시에는 선체 내부에 수납되어 있다가 미사일 발사시에만 밖으로 튀어나와서 미사일을 발사하도록 되어 있다. 덤으로 헬기 격납고도 선체 하부에 위치해 있어, 착함하는 헬기는 착함갑판 바로 앞의 갑판이 열리면 내부의 엘레베이터를 타고 내려가서 수납된다. 이런 RCS 저감 대책의 적극적인 채용으로 인해 키로프급은 크기에 비해서 상당히 작은 레이다 반사 신호를 나타낸다.

## 감지체계
키로프급은 대잠체계로 MGK-335 장거리 수중 소나 체계를 장착하고 있다. 이 소나는 당시 소련에서 개발된 소나 중의 가장 뛰어난 것으로 평가받고 있는 상당히 커다란 함수 소나이다. 성능은 40km~50km 범위의 잠수함을 발견할 수 있는 것으로 알려져 있으며 25노트 이하의 수중 목표를 효과적으로 발견할 수가 있다. 그리고 3R41 다기능 위상배열 레이다를 장비하여 자체 동시 교전 능력을 12기까지 가능하다고 한다. 이는 미국의 알레이버크급 구축함보다는 4기 떨어지지만 각종 대공 미사일, CIWS 덕분에 방공 능력이 떨어진다고 말할 수는 없다.

## 무장
키로프급은 오스카급 원자력 잠수함에도 장착되는 P-700 대함미사일을 20기 탑재하는데 이 미사일은 사정거리는 평균 무장 탑재의 경우 550Km에 이르고, 사정거리 증가형으로 할 경우, 625Km로 증대가 가능하며, 사정거리를 희생하여 탄두를 1톤으로 증대시킬 경우에는 반대로 450Km로 줄어든다. 위성 데이터링크를 통해 유도되고 자체 데이터링크를 통해 통신하면서 적절한 방법으로 적의 함대방공망을 돌파한다. 대공 장비로는 S-300F 96발, 3K95 128발, 오사-M 미사일 발사기 2문, 카쉬탄 CIWS 6개소를 장비하고 있다. S-300F는 교전거리 90~150km, 고도범위 25m~25km로 지령유도방식을 사용하나 비상시에는 열추적 방식으로 목표까지 날아갈 수 있다. 3K95는 K밴드 위상배열 레이다를 사용하기 때문에 동시 교전능력은 4기에 달하며 최대속도 850m/s, 최대교전고도 6000m, 운용거리는 100~12,000km에 달한다. 카쉬탄은 마하 2 이상으로 날아오는 목표를 요격하기는 힘들지만 RCS 0.1에 달하는 목표물도 9km 내에선 거의 100에 가까운 명중률을 낼 수 있다. 단, 초도함과 그 후속함인 어드미럴 우샤코프, 어드미럴 나자레프의 경우에는 카쉬탄이 아닌 AK-630을 사용한다.

## 동형함
- 어드미럴 우샤코프 (과거명 키로프) - 세베로드빈스크에서 계류중
- 어드미럴 라자레프 (과거명 프룬제) - 포키노에서 계류중. 2025년 11월 해체 완료 예정
- 어드미럴 나키모프 (과거명 칼리닌) - 세베로드빈스크에서 수리중. 2023년 이후 재취역 예정
- 표트르 벨리키 (과거명 유리 안드로포프) - 현재 북방함대에서 운용중